# Sib
Sib ou As-Sīb, en arabe السيب, parfois fondée sur la transcription en anglais Seeb, est officiellement la plus grande ville du sultanat d'Oman. Elle se trouve sur la bordure ouest du gouvernorat de Mascate, à environ 30 km à l'ouest de la capitale.

## Ville moderne
Dans le cadre de la politique de modernisation du sultan Qaboos ibn Said, le village de pêcheurs sur le golfe d'Oman est devenu une grande ville, d'environ 220 000 habitants, avec un marché animé, des zones industrielles et l'aéroport international de Mascate, autrefois appelé Seeb Airport, où transite la majorité de la circulation aérienne omanaise.

## Tourisme
- Plage
- Al Bahjah Hotel
- Seeb Waves Restaurant
- Artisanat
- Tailleurs
- Coquillages